# M 73 (звёздное скопление)
M 73 (Messier 73, Мессье 73, другие обозначения — NGC 6994, OCL 89) — астеризм в созвездии Водолея.
Этот объект входит в число перечисленных в оригинальной редакции «Нового общего каталога».

## Наблюдения

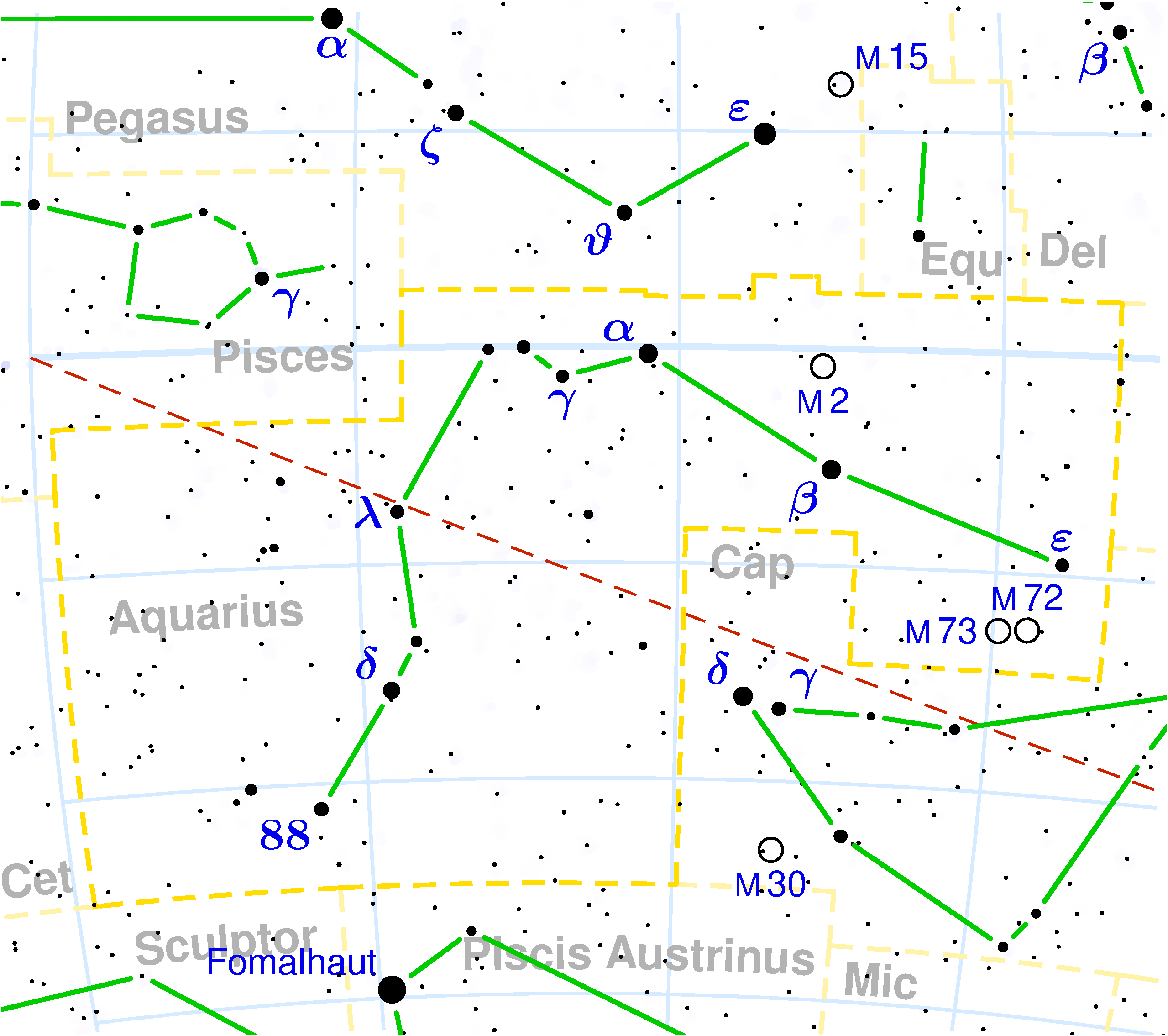
Астеризм M 73 в созвездии Водолея

Объект M 73 расположен в западной части созвездия Водолея к востоку от шарового скопления M 72. M 73 это всего четыре звезды 10-12 звездной величины в пределах тесного круга диаметром примерно в 1 угловую минуту. Не до конца ясно связаны ли все эти четыре звезды физически (гравитационно и по происхождению) или случайно проецируются на эту компактную область неба. Исследования этой группы продолжаются до настоящего времени.
Этот астеризм следует искать почти точно на середине линии от μ Водолея к θ Козерога (30 угловых минутах на северо-северо-запад от звезды 6,5m). Для наблюдения следует использовать телескоп апертурой 125—150 мм и увеличения от 60х.
Обычно за одно с этим объектом наблюдают неяркое шаровое скопление M 72 и очень интересную планетарную туманность NGC 7009 в 2 градусах на северо-восток (примерно в градусе на запад от ν Водолея 4,5m). Эта туманность называется «Сатурн» и название удивительно подходит к ней — она выглядит в виде компактного округлого диска с «ушками» по бокам. Лучше заранее перед наблюдениями подготовить поисковую карту для всех этих неярких и необычных объектов.

### Соседи по небу из каталога Мессье
- M 72 — (в полутора градусах на запад) самое тусклое шаровое скопление в каталоге Мессье;
- M 30 — (на востоке Козерога) довольно яркое и крупное шаровое скопление;
- M 75 — (на юго-запад, в Стрельце) умеренно яркое шаровое скопление, вдали от ориентиров;
- M 2 — (на северо-восток) яркое и чрезвычайно плотное шаровое скопление;

### Последовательность наблюдения в «Марафоне Мессье»
…M 72 → M 75 → M 73 → M 2 → M 55…